# Бунин, Иван Петрович
Иван Петрович Бунин (1773—1859) — капитан 2 ранга, учредитель кронштадтского морского собрания, брат А. П. Буниной, дядя Эразма Стогова, дед А. А. Гирса.

## Биография
Родился 30 января (10 февраля) 1773 года в с. Урусово Рязанской губернии.

### Военная служба
- 1786—1788 — кадет морского корпуса.
- 1788 — гардемарин.
- 1788—1790 г. — Бунин попал в плен вместе с фрегатом «Гектор» в начале русско-шведской войны и оставался в плену до конца войны[1][3].

О пребывании в шведском плену Бунин рассказывал следующие любопытные подробности. С товарищами по корпусу (в числе 15 чел.) он был первые три дня заключён в свеаборгском каземате, где пленники получали пищу сквозь отверстие, сделанное в потолке, и спали на соломе. Только на четвёртые сутки заключённых посетил комендант крепости и именем короля просил у них извинения в жестоком обращении, происшедшим будто бы по ошибке; после этого их тотчас же отвезли на королевский фрегат, стоявший перед Гельсингфорсом. Король Густав III очень милостиво обошёлся с нашими гардемаринами и объявил, что в вознаграждение за претерпенное он посылает их учиться в университетские города — одних в Або, других в Упсалу; но, заметив, что один молоденький гардемарин плачет, и узнав, причиною тому предстоящая разлука с товарищами, король согласился отправить их всех в Упсалу. После представления королю, пленных юношей накормили обедом в раскинутом на берегу шатре. В Упсале гардемарины были порадованы новою королевскою милостию: им назначалось по 900 риксталеров (около 200 р. с.) для платы за посещение лекций и сверх того дано суточное содержание. Но так как без знания шведского языка они не могли пользоваться лекциями, то им предоставили право обучаться наукам у своих офицеров, с сохранением положенного содержания. Так прожили они в Упсале 2 1/2 года, пока, при размене пленных, не были возвращены в Россию, где и произведены в мичманы.
- 1790 — мичман.
- 1793 — лейтенант.
- Участие в I антифранцузской коалиции. Совершал плавания по Балтийскому морю, в 1795—1799 г. ходил к Англии и Голландии в эскадрах вице-адмиралов Ханыкова и Макарова[5]. В 1795 году на парусном линейном корабле «Глеб» участвовал в совместных действиях с английским флотом в войнах с Францией 1792—1797 в ходе голландской экспедиции.
- Участие в II антифранцузской коалиции. В 1798 г. на 74-пушечном корабле «Мстислав» (командир капитан 1-го ранга Р. В. Кроун) принимал участие в войне с Францией в совместных действиях с британским флотом в Северном море[2], на фрегате «Нарва» — в блокаде голландского флота Текселе[2]. В 1800 на кронштадском рейде, на дальней бранвахте на фрегате «Воин»; в 1801 на новостроющемся корабле «Смелом» в СПб.; в 1802 — от Петербурга до Кронштадта на корабле «Рафаил», на корабле «Николае»[2].
- 1807 г. — капитан-лейтенант.
- 1808 — на кронштадском северном форватере командиром корабля «Михаил»; оттуда флаг-капитаном на эскадру адмирала Ханыкова против шведов и англичан при Гангуте.

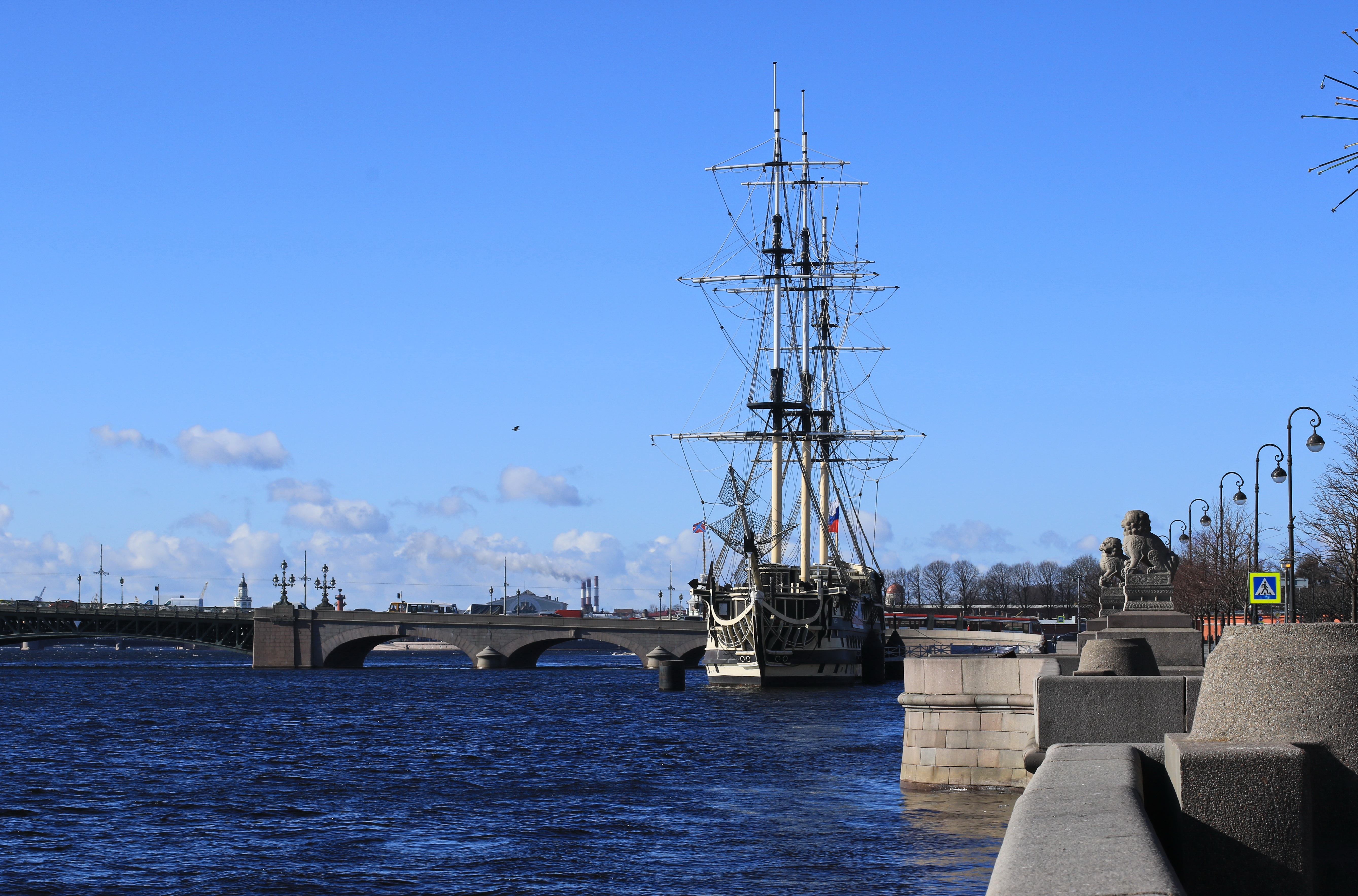
Копия фрегата «Благодать», на котором плавал И. П. Петров

- 1808 — флаг-капитан на фрегате «Благодать». Во главе эскадры под флагом адмирала П. И. Ханыкова фрегат вышел из Кронштадта в крейсерство к п-ову Гангут. Встретив в море превосходящую по численности англо-шведскую эскадру, русская эскадра пошла к Балтийскому порту. «Благодать» пришёл на помощь «Всеволоду», подвергшемуся атаке двух английских кораблей, которые отошли при сближении[6].
- 1808 — уволен от службы с награждением чином капитана 2 ранга[7].

### Гражданская служба
- 1810 — столоначальник Главного почтового управления.
- 1810 — надворный советник
- 1811—1833 — инспектор над Петербургскими колониями.
- 1816 — коллежский советник
- октябрь 1817 — мастер масонской ложи «Елизаветы к Добродетели»[8]
- 1832 — статский советник
- 1833— член Общественного присутствия Департамента Государственного хозяйства
- 1834—1836 — смотритель С.-Петербургского вдовьего дома.
- 1836—1852 — чиновник Министерства внутренних дел.
- 1852 — по прошению, по преклонности лет, был уволен от службы с пенсией «не в пример прочим», в количестве 4 000 руб. асс. (1 140 руб. сер.)[4]

## Награды
При исполнении разнообразных служебных обязанностей Бунин зарекомендовал себя сообразительностью, энергией и честностью, заслужив Монаршее внимание, выражавшееся в неоднократных крупных денежных наградах, достигавших до 4 000 р. асс. единовременно. Та же энергия не оставляла его в последние годы службы при многоразличных важных командировках во внутренние губернии. Он имел бриллиантовый перстень в 3 000 р., пожалованный Государем Императором в 1807 г., в бытность ео командиром кронштадтской брандвахты, за человеколюбивый подвиг спасения погибавших 4-х человек на кронштадтском рейде, и орден Св. Владимира 4-й степени, пожалованный за спасение, в ноябре 1808 года, 37 человек и почты, посланной из Кронштадта в Ораниенбаум.
- Орден Св. Владимира 4-й степени (1808)
- Знаки беспорочной службы за XXX лет (22.08.1828)
- Знак беспорочной службы за XXXV лет (22.08.1830)
- Знак беспорочной службы за XL лет[2]
- Знак беспорочной службы за L лет (22.08.1843)[9].

## Общественная деятельность
Кронштадтские моряки во главе с Буниным стали устраивать любительские спектакли, которые встретили поддержку в семье моряков. Затем Бунин составил проект учреждения благородного собрания. Его поддержал адмирал Ханыков.
28 января 1802 г. последовало Высочайшее соизволение на открытие в Кронштадте благородного собрания. С 1802 по 1808 гг. И. П. Бунин был старшиной собрания. С 1808 года — непременный член Кронштадтского благородного собрания.

Учредитель и активный участник общества «кавалеров пробки».
Все члены, в своем собрании, имели в петлице сюртука пробку. Однажды было заседание тайного общества в Петергофе. Не бывши членом общества я все же был приглашен обедать. За обед садились между дам мужчины, пели хором песню, кажется, сочиненную Буниным: «Поклонись сосед соседу, сосед любит пить вино. Обними сосед соседа, сосед любит пить вино. Поцелуй сосед соседа, сосед любит пить вино». После каждого пения — исполнялось точно по уставу. Бунин был гроссмейстер.
Иван Петрович был и сам немножко поэт, недурной певец, хороший музыкант, отличный танцор, щёголь и любимец дам. Его веселонравие не имело границ, изобретательность в разнообразии удовольствий была бесконечна. Он до глубокой старости обладал хорошим здоровьем и вёл постоянное знакомство с представителями литературы и музыки. У него бывали В. А. Жуковский, И. И. Дмитриев, И. А. Крылов, М. И. Глинка, А. Г. Рубинштейн и др. 
Член Санкт-Петербургского английского клуба с 1816—1823.
Бунин нередко обращался с прошениями о пособии на имя Государя Императора Николая I, Государыни Императрицы, Наследника Цесаревича и Великих Князей — Константина Николаевича и Михаила Павловича, как лично его знавших, и никогда не встречал отказа. В 1807 году он способствовал поступлению своего племянника, Эразма Стогова, в Морской кадетский корпус и выбору им карьеры.
Умер 18 (30) сентября 1859 года в Павловске.

## Семья

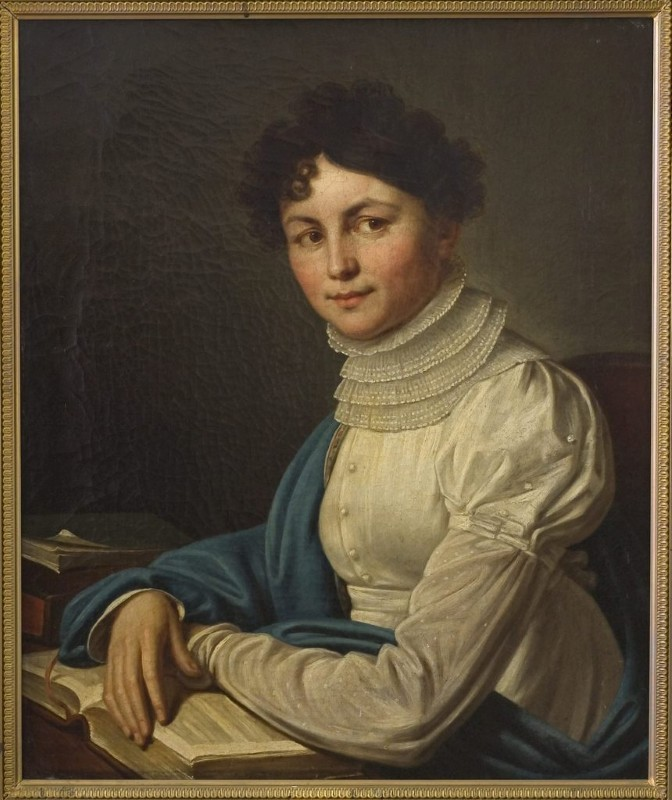
Анна Бунина

Иван Петрович был близок со своей сестрой Анной Буниной.
Именно он ввел её в литературный круг. Имея множество друзей, он составлял ей протекции.

Влиял он и на мировоззрение поэтессы: 
"Иван Петрович Бунин, офицер русского военного флота, несомненно, более, чем она сама, приобщившийся если не к английской культуре, то, по крайней мере, к английскому образу жизни и языку. 
В стихотворении «Брату моему» Бунина спрашивала его:
- Скажи мне, милый Джон, кто дал тебе искусство
- Всегда равно счастливым быть,
- одно и то же чувство
- И в ясный день и в облачный хранить[24].

Бунин исполнял обязанности адъютанта адмирала Ханыкова и лишь в 1823 году вступил в брак в возрасте 50 лет с 19-й летней Александрой Петровной Юрьевой (1804—25.11.1832; умерла после родов). У них родились четыре сына и четыре дочери; до совершеннолетия дожили:
- Александра Ивановна (1826—1867); замужем за сенатором Александром Карловичем Гирсом, их сын — дипломат А. А. Гирс;
Воспитывалась в Смольном институте, куда поступила по Высочайшему повелению без баллотировки. Окончив Смольный институт в 1845 году, где выучилась пению и игре на фортепиано. В Петербурге стала известной певицей-любительницей (меццо-сопрано). Организовала у себя дома музыкальный салон (кружок любителей музыки)[26]. Она пела романсы и дуэты в публичных концертах и на вечерах у известных композиторов, которые даже посвящали ей некоторые свои произведения. А. С. Даргомыжский посвятил ей романс «Бушуй и волнуйся, глубокое море»; М. А. Балакирев — романс «Обойми, поцелуй…». Её голос был гибок и очень музыкален, а исполнение отличалось выразительностью и вдохновением. Поэт А. А. Фет так вспоминал о пении А. И. Буниной-Гирс на вечерах у композитора М. И. Глинки: «Во всю жизнь я не мог забыть этого изящного и вдохновенного пения. Восторг, окрылявший певицу, сообщал обращённому к нам лицу её духовную красоту… Душевное волнение Глинки, передаваемое нам певицею, прежде всего потрясало её самою, и в конце романса она, закрывая лицо нотами, уходила от нас, чтобы некоторое время оправиться от осиливших её рыданий… Я никогда не слыхивал такого исполнения Глинки»[27].
- Надежда Ивановна (1827—1902); выпускница Смольного института, воспитывалась на правах пансионерки наследника Александра Николаевича[4];
- Николай Иванович (01.01.1829[28]— ?);
- Вера Ивановна (1830—1896); выпускница Смольного института, воспитывалась на счёт капитала Императрицы Марии Феодоровны; была замужем за отставным конной артиллерии штабс-капитаном Алексеем Ивановичем Павловым;
- Пётр Иванович (17.10.1831[29]—1857); лейтенант флота[20]; обучался сначала в морской роте Александровского корпуса, затем в Морском корпусе — мичман с 1851 года.